# Віроваям
Віроваям (корякск. Виров’аям) - річка на північному сході півострова Камчатка Протікає територією Карагінського району Камчатського краю Росії .
Довжина річки становить 36 км . Бере початок з південних схилів гори Оглядова. Впадає в Кічигінську затоку. Велика притока - Красная. 